# Maximilian Wissel
Maximilian "Max" Wissel (nasceu a 24 de Novembro de 1989 na Alemanha) é um piloto de automobilismo alemão.
Wissel tornou-se conhecido no campeonato Superleague Fórmula, no qual corre desde o seu início, em 2008. Entre esse ano e 2010 correu para o FC Basel 1893, sendo que em 2011 corre pela Team South Korea.

## Registo

### Sumário da carreira
| Época | Campeonato              | Equipam                 | Nº | Corridas | Poles | Vitórias | Pontos | Class. |
| ----- | ----------------------- | ----------------------- | -- | -------- | ----- | -------- | ------ | ------ |
| 2006  | Fórmula BMW ADAC        | GU-Racing International |    | 18       | 0     | 0        | 45     | 11º    |
| 2007  | Fórmula BMW ADAC        | GU-Racing International |    | 18       | 0     | 1        | 426    | 6º     |
| 2008  | Fórmula Renault 2.0 NEC | GU-Racing International |    | 8        | 0     | 0        | 93     | 18º    |
| 2008  | Superleague Fórmula     | FC Basel 1893           | 10 | 12       | 0     | 0        | 205    | 15º    |
| 2009  | Superleague Fórmula     | FC Basel 1893           | 10 | 14       | 0     | 1        | 308    | 3º     |

### Superleague Fórmula

#### 2008
(Legenda)
| 9 | 7 | 9 | 13 | 4 | 5 | 18 | 14 | 12 | 15 | 11 | 17 | 205 | 15º |

### 2009
| Equipa de Automobilismo | Piloto                  | 1   | 1   | 2   | 2   | 3   | 3   | 4   | 4   | 5   | 5   | 6   | 6   | Pontos | Class. |
| Equipa de Automobilismo | Piloto                  | MAG | MAG | ZOL | ZOL | DON | DON | EST | EST | MOZ | MOZ | JAR | JAR | Pontos | Class. |
| ----------------------- | ----------------------- | --- | --- | --- | --- | --- | --- | --- | --- | --- | --- | --- | --- | ------ | ------ |
| FC Basel 1893           | GU-Racing International | 10  | 3   | 4   | 8   | 1   | 3   | NP  | 11  | 9   | 14  | 5   | 8   | 308    | 3º     |

#### 2010
| FC Basel 1893 | GU-Racing International | SIL | SIL | ASS | ASS | MAG | MAG | JAR | JAR | NÜR | NÜR | ZOL | ZOL | BDH | BDH | ADR | ADR | POR | POR | ORD | ORD | PEQ | PEQ | LOS | LOS | 667 | 3º |
| FC Basel 1893 | GU-Racing International | 5   | 6   | 3   | 13  | 17  | 1   | 4   | 7   | 8   | 5   | 7   | 4   | 6   | 11  | 4   | 7   | 7   | 4   | 2   | 2   | NP  | NP  | 6   | 14  | 667 | 3º |

 † Corrida extra-campeonato

#### 2011
| Equipa de Automobilismo | Piloto                     | 1   | 1   | 2   | 2   | 3   | 3   | 4   | 4   | 5   | 5   | 6   | 6   | 7   | 7   | Pontos | Class. |
| Equipa de Automobilismo | Piloto                     | HOL | HOL | BEL | BEL | CHN | CHN | BRA | BRA | AMS | AMS | MDO | MDO | NZL | NZL | Pontos | Class. |
| ----------------------- | -------------------------- | --- | --- | --- | --- | --- | --- | --- | --- | --- | --- | --- | --- | --- | --- | ------ | ------ |
| Team South Korea        | EmiliodeVillota Motorsport | ENP | ENP |     |     |     |     |     |     |     |     |     |     |     |     | *      | *      |

Nota - *: Época em curso
 † - ENP: "Equipa não participou

#### Resultados em Super-Final
- Em 2009, os resultados em Super Final não contaram para o campeonato.

| Ano  | Equipa                                | 1      | 2       | 3     | 4      | 5       | 6      | 7      | 8     | 9     | 10    | 11       | 12     |
| ---- | ------------------------------------- | ------ | ------- | ----- | ------ | ------- | ------ | ------ | ----- | ----- | ----- | -------- | ------ |
| 2009 | FC Basel 1893 GU-Racing International | MAG 5  | ZOL N/A | DON 3 | EST NQ | MOZ N/A | JAR NQ |        |       |       |       |          |        |
| 2010 | FC Basel 1893                         | SIL 2  | ASS 5   | MAG 3 | JAR 4  | NÜR 4   | ZOL 6  | BDH NQ | ADR 2 | POR 4 | ORD 6 | PEQ NC † | LOS NQ |
| 2011 | Team South Korea                      | HOL †† | BEL     | CHN>  | BRA    | AMS     | MDO    | NZL    |       |       |       |          |        |

† 3ª corrida não disputada
††  - ENP: "Equipa não participou"